# Андреев, Дмитрий Гаврильевич
Дми́трий Гаври́льевич Андре́ев (27 октября 1912 год, Кутанинский наслег, Сунтарский улус — 1 марта 2003 год) — животновод, бригадир совхоза «Эльгяйский» Сунтарского района Якутской АССР. Герой Социалистического Труда (1966). Депутат Верховного Совета Якутской АССР.
Окончил годичную партийную школу (1935). С 1934—1944 года — секретарь, председатель различных сельских советов. В 1944 году был избран председателем одного из колхозов Сунтарского улуса. После укрупнения колхозов в единый совхоз «Эльгяйский» трудился в этом же совхозе бригадиром.
Бригада Дмитрия Андреева ежегодно перевыполняла план. Указом Президиума Верховного Совета СССР от 22 марта 1966 года удостоен звания Героя Социалистического Труда с вручением ордена Ленина и золотой медали «Серп и Молот».
Избирался депутатом Верховного Совета Якутской АССР.
Скончался в 2003 году.
Награды
- Орден Ленина
- Почётный гражданин Сунтарского улуса Якутии.